# Pecilni prašek

## Razpad pecilnega praška
Pecilni prašek vsebuje poleg drugih sestavin tudi natrijev hidrogenkarbonat (jedilna soda ali soda bikarbona), ki pri visoki temperaturi razpade. Pri tem nastane ogljikov dioksid, ki povzroči vzhajanje peciva.
2NaHCO3(s) → Na2CO3(s) + H2O(g) + CO2(g)

## Reakcija pecilnega praška s kisom
Pri reakciji se zmes pecilnega praška in kisa (vsebuje ocetno kislino) peni, ker izhaja ogljikov dioksid.
CH3COOH(aq) + NaHCO3(s) → CO2(g) + H2O(l) + CH3COONa(aq)